# NBA Live 2001
NBA Live 2001 est un jeu vidéo de basket-ball sorti en 2001 et fonctionne sur PlayStation, PlayStation 2 et PC. Le jeu a été développé par EA Sports, puis édité par Electronic Arts.

## Accueil
- Jeuxvideo.com : 15/20[1]